# Agelasta lacteospreta
Agelasta lacteospreta là một loài bọ cánh cứng trong họ Cerambycidae.